# 黎巴嫩民族主义

黎巴嫩国旗

腓尼基

黎巴嫩民族主义是民族主义的一种，主张黎巴嫩人是独立的民族，不属于阿拉伯世界。黎巴嫩民族主义亦主张黎巴嫩人和腓尼基人存在历史联系，称为腓尼基主义。

## 历史
黎巴嫩民族主义起源于19世纪马龙派和德鲁兹派在黎巴嫩山的教派冲突，正式形成于战间期的叙利亚托管地时期，在黎巴嫩建国后成为黎巴嫩国内和阿拉伯民族主义相对的意识形态。
20世纪黎巴嫩内战期间，黎巴嫩民族主义和黎巴嫩长枪党、自由国民党、黎巴嫩力量等党派，以及雪松守护者、民族集团、黎巴嫩重建党等世俗运动团体联系起来。诗人赛义德·阿克勒是黎巴嫩民族主义领袖之一。
黎巴嫩民族主义甚至和领土收复主义结合，发展出统一古腓尼基地区的主张。
黎巴嫩的文化和语言传统是当地原有文化和外来统治者文化的一种结合。针对黎巴嫩国内不同宗教群体间的民族主义主张，有2013年的一项调查表明，黎巴嫩国内的各个群体虽然在基因遗传学上有一定的分别，但差异并不显著，群体界定的标准终究是宗教先行的。没有证据表明某个特定群体有更多的腓尼基遗存。
未来运动、自由爱国运动亦支持黎巴嫩民族主义。

## 著名人物
- 优素福贝伊·卡拉姆（英语：Youssef Bey Karam）
- 埃利亚斯·彼得·霍阿耶克（英语：Elias Peter Hoayek）
- 皮埃尔·杰马耶勒
- 卡密拉·夏蒙
- 巴希尔·杰马耶勒
- 达尼·夏蒙（英语：Dany Chamoun）
- 艾蒂安·萨克尔（英语：Etienne Sakr）
- 赛义德·阿克勒
- 哈利勒·纪伯伦